# Hauptstraße 62a

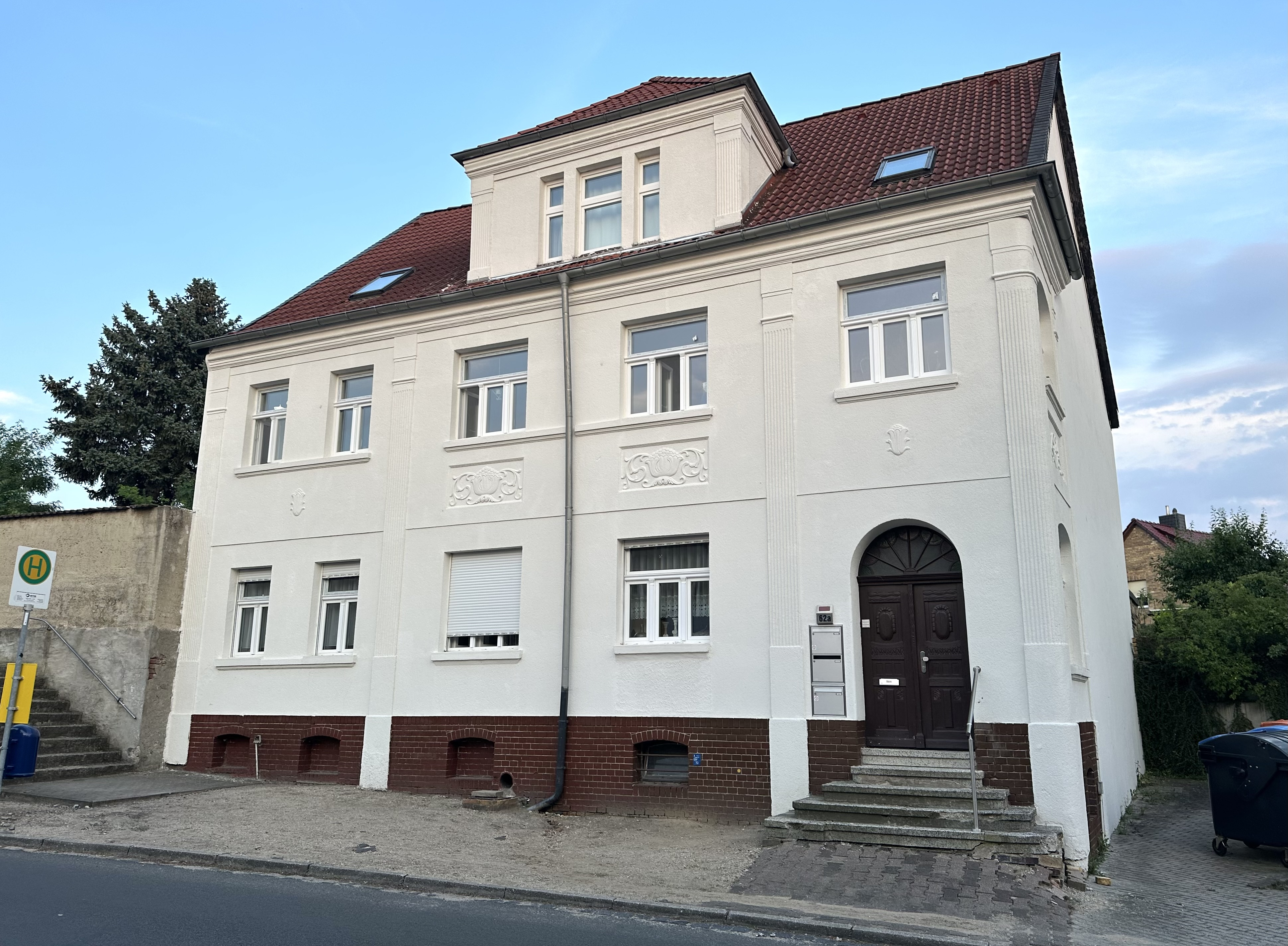
Wohnhaus Hauptstraße 62a im Jahr 2025

Hauptstraße 62a ist ein denkmalgeschütztes Wohnhaus im zur Stadt Bitterfeld-Wolfen gehörenden Ortsteil Holzweißig in Sachsen-Anhalt.

## Lage
Das Wohnhaus befindet sich im Ortszentrum von Holzweißig auf der Südseite der Hauptstraße.

## Architektur und Geschichte
Das zweigeschossige verputzte Wohnhaus wurde im Jahr 1924 in Ziegelbauweise errichtet. Es ist in Formen des späten Jugendstils gestaltet. Die Fassade ist mit Pilastern verziert und mit einer Putzgliederung versehen. Unterhalb der Fensteröffnungen des Obergeschosses befinden sich zum Teil Reliefplatten mit floralen Motiven. Der Hauseingang ist in der äußersten rechten Achse angeordnet und über eine Freitreppe zu erreichen. Der Eingang ist als Rundbogen ausgeführt, die Haustür verfügt über ein Oberlicht. Die Fenster sind bauzeitlich erhalten (Stand 2004).
Im Denkmalverzeichnis des Landes Sachsen-Anhalt ist das Wohnhaus unter der Erfassungsnummer 094 96559 als Baudenkmal verzeichnet.